# La Plant
La Plant és una concentració de població designada pel cens dels Estats Units a l'estat de Dakota del Sud. Segons el cens del 2000 tenia 150 habitants.

## Demografia
Segons el cens del 2000, La Plant tenia 150 habitants, 34 habitatges, i 29 famílies. La densitat de població era de 6,4 habitants per km².
Dels 34 habitatges en un 58,8% hi vivien nens de menys de 18 anys, en un 41,2% hi vivien parelles casades, en un 35,3% dones solteres, i en un 11,8% no eren unitats familiars. En l'11,8% dels habitatges hi vivien persones soles el 5,9% de les quals corresponia a persones de 65 anys o més que vivien soles. El nombre mitjà de persones vivint en cada habitatge era de 4,41 i el nombre mitjà de persones que vivien en cada família era de 4,73.
Per edats la població es repartia de la següent manera: un 45,3% tenia menys de 18 anys, un 13,3% entre 18 i 24, un 22,7% entre 25 i 44, un 14,7% de 45 a 60 i un 4% 65 anys o més.
L'edat mediana era de 19 anys. Per cada 100 dones de 18 o més anys hi havia 95,2 homes.
La renda mediana per habitatge era de 18.194 $ i la renda mediana per família de 18.333 $. Els homes tenien una renda mediana de 41.042 $ mentre que les dones 7.250 $. La renda per capita de la població era de 6.888 $. Entorn del 62,5% de les famílies i el 61,6% de la població estaven per davall del llindar de pobresa.

## Poblacions més properes
El següent diagrama mostra les poblacions més properes.